# Kozarevac Račanski
Kozarevac Račanski is een plaats in de gemeente Nova Rača in de Kroatische provincie Bjelovar-Bilogora. De plaats telt 144 inwoners (2001).